# Spice Up Your Life
«Spice Up Your Life» en español Ponle sabor a la vida es una canción con influencias de pop y samba, compuesta por el famoso grupo femenino Spice Girls para su segundo álbum Spiceworld, en octubre de 1997. Este fue el primer sencillo de las Spice Girls en Estados Unidos en no ingresar al Top 10 del Billboard Hot aunque disfrutó de un ligero éxito llegando a la posición 18. en Europa tuvo un gran éxito, sobre todo en el Reino Unido, convirtiéndose en el número uno, siendo el sexto sencillo del grupo en llegar a esta posición.

## Recepción
«Spice Up Your Life» fue muy bien recibido por los fanes de Latinoamérica [cita requerida]debido a que esta canción combinaba parte de salsa y canciones de estilo español. En Europa también disfrutó de mucho éxito, en especial en países como España. La canción se usó también en la película de las Spice Girls Spiceworld, y también para promocionar su nuevo álbum.

## Video
El video muestra imágenes futuristas de una civilización avanzada; poco después las Spice Girls aparecen en una nave espacial iluminando todos los anuncios con sus nombres y su dominio sobre el mundo. En el transcurso del video podemos ver imágenes de otros sencillos como Wannabe y Say You'll Be There. Después las chicas salen de la nave en tablas voladoras recorriendo la ciudad mientras se ven pasar imágenes de cada una de ellas en cada uno de los aspectos de la sociedad.
Mel C dijo que estuvo a punto de arruinar el video debido a que el segundo día de grabación olvidó sus gafas, por eso en algunas imágenes del video la vemos con las gafas y en otras no.
- Datos: Q2471051